# Puerto de Koper
El Puerto de Koper (en esloveno: Luka Koper) es una sociedad anónima, que presta servicios portuarios y logísticos en el único puerto de Eslovenia, en Koper. Está situado en la parte norte del mar Adriático, conectando principalmente los mercados de Europa central y sudoriental, con el mar Mediterráneo. A diferencia de otros puertos europeos, que son gestionados por las autoridades portuarias, las actividades del Puerto de Koper consisten en la gestión del área de una zona franca, la gestión de la zona portuaria y un papel del operador de la terminal.

## Negocio

### Terminales del puerto
El puerto de Koper cuenta con 12 terminales especializadas:
- Terminal de contenedores y Ro-Ro
- Terminal de coches
- Terminal de carga general
- Terminal de frutas
- Terminal de madera
- Terminal para minerales
- Terminal para cereales y forrajes
- Terminal de alúmina
- Terminal Europea de Energía
- Terminal de Cargas Líquidas
- Terminal de ganado
- Terminal de pasajeros

La actividad principal de la empresa abarca los servicios de manipulación y almacenaje de mercancías de todo tipo, complementados con una gama de servicios adicionales para la carga con el objetivo de proporcionar un apoyo logístico integral a los clientes. La empresa gestiona la zona comercial y se encarga del desarrollo y mantenimiento de la infraestructura portuaria.

## Historia

### Antes de la Segunda Guerra Mundial
Desde su fundación durante la época de la República Romana , el comercio marítimo ha desempeñado un papel importante en la historia y el desarrollo de Koper. La ciudad recibió una carta del emperador del Sacro Imperio Romano Germánico Conrado II a principios del siglo XI, mientras que en el siglo XIII los Patriarcas de Aquileia otorgaron a Koper el dominio sobre su interior del norte de Istria. En 1279, Koper fue absorbida por la República de Venecia y se convirtió en el centro comercial y administrativo preeminente de Istria. Tras la caída de Venecia en 1797, toda la región fue absorbida por la monarquía de los Habsburgo y, durante un breve tiempo, Koper fue conocida como el Puerto Imperial Austriaco .
Cuando Trieste y Rijeka fueron proclamadas puertos libres en 1719, el estatus, el comercio y la influencia de Koper comenzaron a decaer. El colapso de la República de Venecia y la transferencia del poder administrativo y político local a Trieste que siguió aceleraron aún más este declive. El estancamiento marítimo y comercial de Koper continuó, primero bajo el gobierno de los Habsburgo y luego, después de 1919, bajo el gobierno italiano. La inseguridad en cuanto a su futuro continuó en la era de posguerra, durante el período del Territorio Libre de Trieste . El estatus de Koper y su futuro a largo plazo finalmente se resolvieron en 1954 mediante la firma del Memorando de Entendimiento de Londres , por medio del cual la Zona B del territorio, que incluía Koper e Istria, fue cedida a Yugoslavia . La partición del Territorio Libre de Trieste provocó la emigración masiva de los italianos étnicos que vivían en las ciudades costeras de Istria. Desatendidos durante más de dos siglos, su potencial comercial era pobre y sus industrias obsoletas, mientras que el tráfico marítimo y el comercio se limitaban estrictamente a las necesidades locales.

### Período de posguerra
Un grupo de entusiastas, que buscaba nuevas posibilidades de desarrollo en la Istria eslovena, comenzó a estudiar la posibilidad de construir un puerto marítimo internacional. En 1957, prepararon un programa de inversiones para el desarrollo de 135 metros de la costa norte de Koper y el 23 de mayo de ese mismo año se fundó la primera empresa de manipulación y almacenamiento Pristanišče Koper . De este modo, se creó la nueva empresa, que empleaba a trabajadores locales cuya experiencia fue decisiva para la organización de esta nueva y audaz empresa.
En agosto de 1957, la draga flotante Peter Klepec había profundizado el lecho marino a lo largo de la costa norte de la ciudad, y en diciembre se empezó a hormigonar la zona alrededor del primer atracadero. Al mismo tiempo, se empezó a trabajar en un dique a lo largo de la ensenada de Stanjon, y así las áreas operativas del nuevo puerto comenzaron a tomar forma mediante un proceso continuo de dragado y acumulación. Finalmente, el puerto de Koper recibió el permiso para unirse a la Asociación de Puertos Yugoslavos (en esloveno:  Združenje jugoslovanskih luk) y en octubre de 1958 recibió el consentimiento estatal para su programa de inversiones. Por fin estaba a punto de obtener el debido reconocimiento.

### La fundación de Luka Koper
A pesar de que el puerto se desarrolló en una época en la que las importaciones estaban en aumento, era difícil atraer negocios fuera de los puertos establecidos de la región, como el cercano puerto de Trieste (Italia) y el puerto de Rijeka (Croacia). Pero el desarrollo gradualmente mejoró la ventaja competitiva del puerto, al igual que su apertura a los usuarios potenciales, y esto llevó a una cooperación comercial cada vez más amplia, así como al establecimiento de lo que se convertirían en asociaciones a largo plazo entre el puerto y sus clientes. Fueron principalmente empresas que comerciaban con productos alimenticios y madera, entre ellas, la Administración Nacional de Silos y Almacenes, Emona, Slovenijales y Centroprom , las que decidieron cofinanciar o invertir en la construcción de la infraestructura necesaria.
En octubre de 1961, por decisión del Consejo de trabajadores de la empresa, Pristanišče Koper cambió su nombre por el de Luka Koper y empezó a funcionar como empresa de propiedad y gestión social. Los objetivos de la empresa eran claros y, a finales de 1962, sus operaciones integradas funcionaban de manera eficiente. El desarrollo continuó con la adquisición de la instalación de almacenamiento frigorífico de Dekani y la compra de unidades de desinfección y maduración de frutas. En 1962, el rendimiento anual ascendía a 270.000 toneladas. La mayor parte de las mercancías que pasaban por el puerto se transportaban por carretera, y una pequeña parte viajaba por ferrocarril hasta Kozina y desde allí se transportaba en camión hasta Koper, y viceversa.
Las importaciones se destinaban a los mercados de Eslovenia y Serbia; a diferencia de su vecina Croacia, Serbia no tenía acceso propio al mar. A principios de los años 60, las exportaciones de mercancías por vía marítima desde el continente europeo representaban apenas el 20 por ciento del tráfico total, mientras que la proporción de mercancías en tránsito era igualmente baja. Con casi las mismas capacidades y una organización mejorada, en 1963 se registraron 628.456 toneladas de mercancías. Este rápido crecimiento fue el resultado del aumento de las importaciones de trigo, arroz, fertilizantes y forrajes. Como consecuencia de su sólido desempeño, junto con sus ventajas geográficas y de otro tipo, Luka Koper se ganó la confianza de sus socios extranjeros y registró un crecimiento récord.
Los excelentes resultados obtenidos en 1963 se debieron también a la creación de la primera zona franca , con la que Luka Koper pudo ofrecer una gama de servicios a las empresas que utilizaban el puerto. Esta nueva orientación requirió la reorganización de la empresa en seis unidades: manipulación, almacenamiento , madera, mantenimiento, servicios conjuntos y Luški dom.

### La era del ferrocarril
El desarrollo acelerado y el crecimiento operativo pusieron de manifiesto la insuficiencia de las comunicaciones con el interior . Diversos problemas relacionados con la coordinación del transporte ferroviario y por carretera entre Koper y Kozina aumentaron los costes de estadía de los barcos, vagones y camiones. No obstante, el transporte de mercancías por Luka Koper siguió aumentando y en 1966 ascendió a 788.616 toneladas.
Tanto las autoridades yugoslavas como las eslovenas no veían con buenos ojos la construcción de una línea ferroviaria en Koper, por lo que la propia Luka Koper financió el estudio inicial y la documentación del proyecto. En 1964, tras exhaustivas negociaciones, la empresa encargó el proyecto y se iniciaron las obras de la nueva línea ferroviaria. A pesar de las dificultades financieras y del terreno accidentado, las obras avanzaron poco a poco y el 2 de diciembre de 1967 se celebró una ceremonia inaugural auspiciosa y suntuosa que marcó el comienzo de las operaciones de la línea de 31 kilómetros entre Koper y Prešnica .
Poco después, las disposiciones adoptadas por el Consejo Ejecutivo Federal de Yugoslavia dieron un nuevo impulso al desarrollo de Luka Koper. En concreto, se permitió a las empresas extranjeras invertir en empresas locales que operaban en la zona franca del puerto. La construcción de la terminal de líquidos a granel fue una de las consecuencias tangibles de estas disposiciones.
Los productos alimenticios seguían siendo la mayor parte del tráfico de mercancías por Koper. En 1967, el tráfico total de frutas tropicales ascendió a 113.000 toneladas, lo que lo situó en el primer puesto de la lista de puertos yugoslavos que manejaban este tipo de productos perecederos. También aumentó el tráfico de mercancías en tránsito, en particular hacia Checoslovaquia (140.572 toneladas), Hungría (49.645 toneladas), Alemania Occidental (47.592 toneladas), Austria (15.039 toneladas), Italia (11.369 toneladas), Suiza (1.680 toneladas), así como hacia Bulgaria, Rumanía y la URSS (con un total total de 12.479 toneladas). Entre 1968 y 1977, el desarrollo del puerto de Koper dependía exclusivamente de los recursos autóctonos, es decir, de los beneficios propios de la empresa y de los préstamos obtenidos. El alto grado de endeudamiento, unido al rápido desarrollo, provocó una serie de dificultades económicas y operativas.

### Un salto en el crecimiento a finales de los años 1960
La inversión más importante de 1968 fue la construcción de la terminal de combustibles líquidos, que comenzó a funcionar en noviembre de ese año. De hecho, los derivados del petróleo registraron las mayores tasas de crecimiento anual en los años siguientes. El ferrocarril demostró ser una excelente inversión y los opositores más acérrimos del proyecto finalmente se vieron obligados a reconocer su valor. Como resultado de la opinión pública favorable y los excelentes resultados, la línea de Koper se incorporó oficialmente a la red ferroviaria nacional. Al mismo tiempo, el estado se comprometió a subsidiar los tipos de interés de los préstamos obtenidos para el desarrollo de la infraestructura portuaria, lo que alivió en gran medida la carga de deuda de la empresa, especialmente en lo que respecta a la financiación de la infraestructura ferroviaria y portuaria. El desarrollo acelerado y las grandes obligaciones acumuladas por una inversión tan incesante afectaron el flujo de caja y la solvencia . Las condiciones de trabajo empeoraron, lo que provocó una gran rotación del personal: en 1969 se contrataron 703 nuevos trabajadores, mientras que 490 también abandonaron la empresa. Debido a la escasez de mano de obra nacional, se trajeron trabajadores de otras repúblicas yugoslavas. Todas estas condiciones actuaron negativamente sobre las operaciones de Luka Koper, y las contramedidas adoptadas sólo mejoraron ligeramente la situación.

### Crecimiento del tráfico de carga antes de 1970
En 1968, el tráfico marítimo de mercancías superó por primera vez el umbral del millón de toneladas; dos años más tarde, la cifra se acercaba a los dos millones de toneladas. Además de los derivados del petróleo, también aumentó el tráfico de mercancías generales, lo que se puede atribuir principalmente a la reactivación del comercio esloveno.
El puerto de Koper comenzó a operar con mercancías de diversa procedencia, en particular frutas, madera, trigo y forrajes, carga general y petróleo . Al principio, las importaciones representaban más de la mitad del tráfico, y sólo un diez por ciento eran exportaciones eslovenas. El resto se componía de mercancías en tránsito destinadas a los países de Europa del Este .

### Aumento del tráfico de carga 1970-1980
En la década de 1970 se produjo una desaceleración del crecimiento del tráfico de carga, que se situó en un promedio del 2,6 por ciento anual, lo que se tradujo en un aumento de menos del 30 por ciento a lo largo de la década. Esta desaceleración fue consecuencia del alto grado de endeudamiento de las empresas , el aumento de los costes laborales y la inestabilidad organizativa.
A partir de ese momento, Luka Koper comenzó a especializarse cada vez más y a concentrarse en determinados tipos de carga. El volumen de transporte de madera aumentó, mientras que los envíos de carga de minerales y minerales se hicieron cada vez más frecuentes. Además de petróleo, también se manipularon otras cargas líquidas, como productos químicos, vino y aceite vegetal. Los contenedores y el transporte RO-RO fueron innovaciones cruciales de la década de 1970, para lo cual se puso en funcionamiento una terminal especializada en 1979.
En esa época, la mitad de las mercancías transportadas, sin contar los derivados del petróleo, se dirigían al mercado interno, del que las importaciones representaban el 35 por ciento y las exportaciones el 15 por ciento del total. La otra mitad eran mercancías en tránsito con destino a Checoslovaquia, Hungría y Austria.

### Crecimiento del tráfico de carga 1980-1990
La década de 1980 fue un período muy importante para el desarrollo de Luka Koper: el volumen total de transporte aumentó más del doble y la gama de capacidades se amplió hasta alcanzar las que tiene el puerto en la actualidad. Las importaciones de alúmina comenzaron en 1990 y las cargas secas a granel se multiplicaron por ocho durante esa década.
Además, en los años 80 se produjo el primer gran envío de automóviles, un negocio que, con el paso de los años, se convirtió en uno de los más importantes. La segunda mitad de la década se caracterizó por una importante caída del tráfico de madera en bruto y de fruta, debido principalmente a la introducción generalizada del transporte en contenedores.
La proporción de carga en tránsito aumentó durante la década de 1980, especialmente en el caso de las cargas a granel destinadas a Austria. En 1990, el negocio total de Koper, con Hungría y Checoslovaquia aún representando un 10 por ciento cada uno.

### Crecimiento del tráfico de carga 1990-2000
Los últimos años del siglo XX se caracterizaron por un crecimiento dinámico, respaldado por una recuperación de la economía eslovena . Los últimos años de la década de 1990 marcaron un período de desarrollo particularmente exitoso para Luka Koper, mientras que entre 1990 y 2000 el tráfico de mercancías aumentó en más del 70 por ciento, es decir, aproximadamente un 8 por ciento anual.
En el año 2000,  Luka Koper volvió a transportar 300.000 toneladas de madera al año. Y aunque el volumen de derivados del petróleo alcanzó el triple del nivel de principios de los años 90, la empresa frenó activamente el crecimiento proporcional que se estaba produciendo en el tráfico de mineral de hierro y carbón . El tráfico de vehículos se multiplicó por diecisiete en tan sólo una década. A finales de los años 90 también se produjo la modernización de las operaciones ganaderas. Aunque el transporte de contenedores siguió creciendo, sólo aumentó un veinte por ciento durante la década, lo que en su mayor parte fue consecuencia de la inestable situación política y económica que se vivió en muchos de los estados del interior a principios de los años 90.
En los años 90 se creó una estructura de mercado de carga que se mantiene hasta hoy. Alrededor de un tercio de todo el tráfico se realizó en el mercado interno esloveno, mientras que el resto se produjo en los países del interior europeo de Koper. En el año 2000, Austria ocupó el primer lugar con más de dos millones de toneladas de mercancías al año, mientras que Italia representó un significativo diez por ciento del total.

### Crecimiento del tráfico de carga 2000-2006
Buque portacontenedores Maersk Hanoi en el puerto de Koper (2024)
Entre 2000 y 2006, el tráfico de contenedores , vehículos, madera, cargas líquidas (excluido el petróleo) y cereales se ha duplicado, mientras que el de carga general ha aumentado en más del 50 por ciento.
El mayor crecimiento se registró en el comercio con Hungría , que superó el millón de toneladas en 2006. No obstante, los clientes austriacos, con 3,5 millones de toneladas, o una cuarta parte del tráfico total, siguen encabezando la lista de cargas en tránsito, mientras que el comercio con Italia, que ahora representa el 15 por ciento del negocio, también creció rápidamente. El mercado interno generó alrededor del 30 por ciento de la facturación. El tráfico ha aumentado en promedio un 7 por ciento anual.
Durante el año 2006, el movimiento de carga casi alcanzó el nivel de saturación debido a las limitaciones que planteaba la conexión ferroviaria de una sola línea con la red nacional. En los últimos años, el crecimiento del transporte de contenedores y de vehículos ha sido de particular importancia para la prosperidad de Luka Koper y seguirá siendo una de las orientaciones estratégicas clave del desarrollo de la empresa durante la próxima década.